# Oreillette (cuisine)
Pour les articles homonymes, voir Oreillette.
L’oreillette parfois appelée en Provence merveille est une variété de beignet, à pâte fine et croustillante, taillée en longueur. On mange généralement les oreillettes saupoudrées de sucre glace.

## Origine
L'oreillette est un dessert d'origine languedocienne, provençale et rouergate, une douceur de carnaval, qui représente le pain riche pour marquer le début du carême. On la trouve aussi parmi les traditions de Noël, et on la déguste, de toute façon, tout au long de l'année. Elle est souvent parfumée à la fleur d'oranger. 
Des beignets de types semblables existent dans de nombreuses régions françaises, voir la liste par région et par nom.